# 布兰叙隆格内
布兰叙隆格内（法語：Brain-sur-Longuenée，法語發音：[bʁɛ̃ syʁ lɔ̃ɡne] ⓘ，意为“隆格内上方的布兰”）是法国曼恩-卢瓦尔省的一个旧市镇，属于瑟格雷区。2015年12月28日，布兰叙隆格内和相邻的另外3个市镇合并为新市镇安茹地区埃德尔（Erdre-en-Anjou）。

## 地名
与通常在法语地名中表示“在……河畔”之意的“sur”不同，该地名Brain-sur-Longuenée中的“sur”意为“在……上方”，表示名为布兰（Brain）的该地与隆格内森林（Forêt de Longuenée）的位置关系，并以“隆格内上方的布兰”之名区分其他的“布兰”，且事实上在该地附近也并无“隆格内河”存在。

## 地理
布兰叙隆格内（47°35'5"N, 0°45'44"W）面积22.43 平方千米，位于法国卢瓦尔河地区大区曼恩-卢瓦尔省，该省份为法国西部内陆省份，大致对应安茹地区，北起顺时针与马耶讷省、萨尔特省、安德尔-卢瓦尔省、维埃纳省、德塞夫勒省、旺代省、大西洋卢瓦尔省和伊勒-维莱讷省接壤。
与布兰叙隆格内接壤的市镇（或旧市镇、城区）包括：圣克莱芒-德拉普拉斯、拉芒布罗勒-叙隆格内、格雷-讷维尔、勒利翁当热、安茹地区隆格内、拉普埃兹、安茹地区埃德尔。

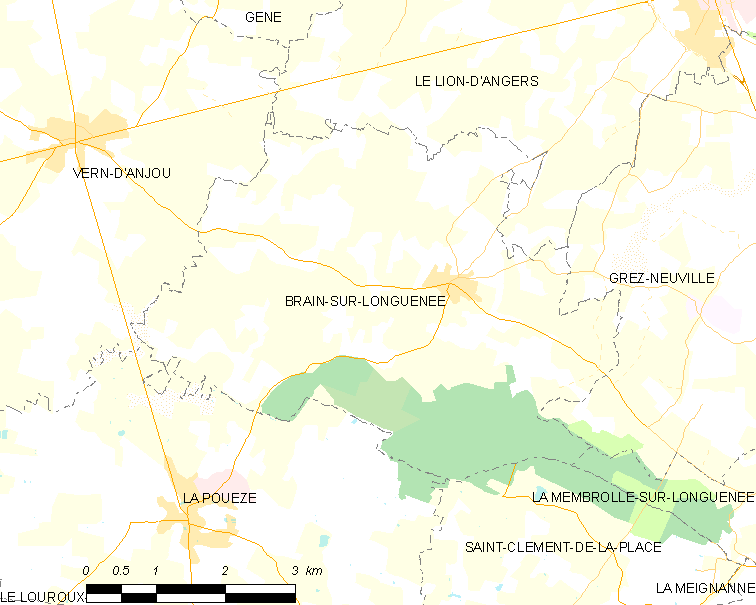
布兰叙隆格内的OSM定位图

布兰叙隆格内的时区为UTC+01:00、UTC+02:00（夏令时）。

## 行政
布兰叙隆格内的邮政编码为49220，INSEE市镇编码为49043。

## 政治
布兰叙隆格内所属的省级选区为蒂耶尔塞县。

## 人口

1962-2008年间布兰叙隆格内人口变化图示

布兰叙隆格内于2018年1月1日时的人口数量为942人。